# Eucalyptus elaeophloia
Eucalyptus elaeophloia là một loài thực vật có hoa trong Họ Đào kim nương. Loài này được Chappill, Crisp & Prober mô tả khoa học đầu tiên năm 1990.